# Она и я
«Она и я» — французский кинофильм 1952 года с популярными актерами Дани Робена и Франсуа Перье. В эпизодической роли официанта выступает Луи де Фюнес.

## Сюжет
Закоренелый холостяк Жан (Франсуа Перье) женится на очаровательной, но взбалмошной Жюльетт. Отправившись в плаванье на паруснике, они садятся на мель рядом с виллой странного мсье Бельома. Жюльет сводит Бельома с ума, и его помещают в психиатрическую клинику. При помощи друга Жана, Гастона, супругам удаётся решить свои многочисленные семейные проблемы и избежать развода. Все успокаиваются, но надолго ли…

## Интересные факты
- Луи де Фюнес исполняет роль официанта в кафе.